# Oriongletsjer
De Oriongletsjer is een gletsjer in Nationaal park Noordoost-Groenland in het oosten van Groenland. De gletsjer ligt in de Stauningalpen in Scoresbyland. De Oriongletjser is een grote zijtak van de Jupitergletsjer, dat weer een grote zijtak van de Bjørnbogletsjer is. De gletsjer is noordwest-zuidoost georiënteerd en maakt met de uitmonding op de Jupitergletsjer een bocht naar het noordoosten. 
De Oriongletsjer heeft als tak een lengte van meer dan zes kilometer. Ze heeft meerdere zijtakken die onderweg op de hoofdtak van de Oriongletsjer uitkomen.
De gletsjer is vernoemd naar het sterrenbeeld Orion.
Op ongeveer tien kilometer naar het westen ligt de Bacchusgletsjer.